# Mrtvý jazyk

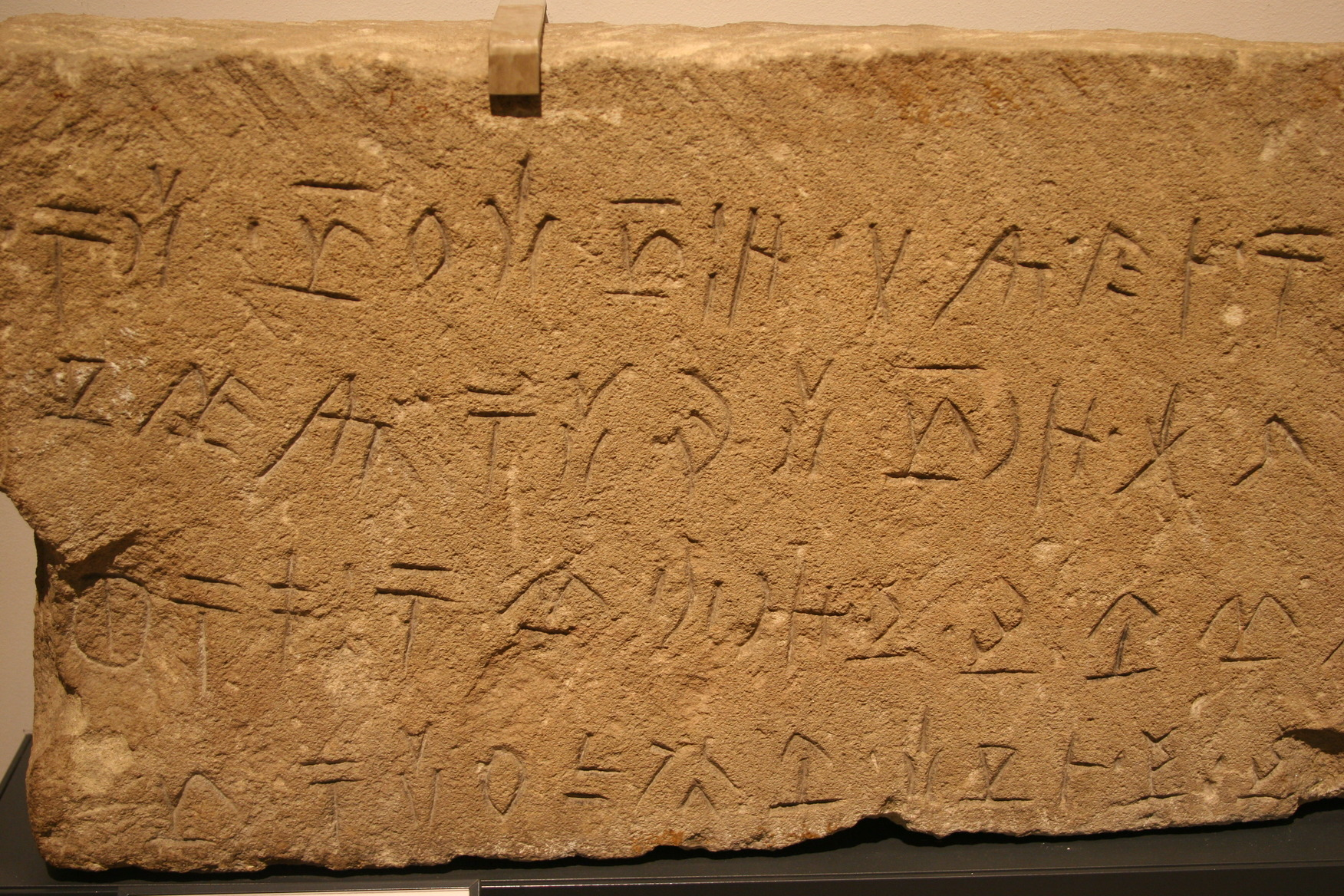
Nápis v eteokyperštině, město Amathus, Kypr, 500 až 300 let před naším letopočtem. Nyní v Ashmolean Museum

Mrtvý jazyk je jazyk, který již nemá žádné rodilé mluvčí. Příkladem mrtvého jazyka je latina. Jazyk se stává mrtvým, pokud je nahrazen jiným. Například koptština byla nahrazena arabštinou a mnohé jazyky původních obyvatel obou amerických kontinentů byly nahrazeny angličtinou, francouzštinou, španělštinou nebo portugalštinou.
Zánik jazyka se též objevuje tehdy, když jazyk prodělá rychlý vývoj nebo splyne s jiným, případně dá vzniknout novému, příbuznému, ale odlišnému jazyku (nebo skupině jazyků). To je příklad latiny, zaniklého jazyka, který je předchůdcem moderních románských jazyků. Podobně sanskrt je předchůdcem mnoha dnešních indoárijských jazyků (hindština, nepálština, bengálština, romština a mnoha dalších) či stará angličtina je předchůdcem angličtiny. V Indii je údajně vesnice Mathoor, kde děti mluví sanskrtem.
V některých případech je mrtvý jazyk používán vědci, právníky nebo v náboženství. Sanskrt, latina, staroslověnština, avestština, koptština, stará tibetština a geezština jsou jedny z mnoha jazyků, používaných jako církevní.
Jazyk, který má rodilého mluvčího, se nazývá živý jazyk. Server Ethnologue uvádí, že existuje přes 7 000 známých živých jazyků.
Hebrejština je příkladem dříve zaniklého liturgického jazyka, který byl obnoven a stal se znovu živým jazykem. V poslední době existuje více pokusů o oživení zaniklých jazyků jako např. keltských jazyků irštiny, manštiny nebo kornštiny. Zatím však není zřejmé, do jaké míry budou takové pokusy úspěšné a zdali se dané jazyky znovu stanou rodnými jazyky.